# Orquestra Sinfônica de Moscou
A Orquestra Sinfônica de Moscou é a primeira orquestra sinfônica independente da Rússia, isto é, que não é mantida  pelo Estado. Foi fundada em 1989 e tem como regente titular o virtuoso maestro russo Vladimir Ziva, sendo formada por músicos oriundos de Moscou, São Petesburgo e de outras regiões da Rússia.
Gravou mais de oitenta discos com obras de compositores diversos, tais como Mozart, Beethoven, Rimsky-Korsakov, Piotr Tchaikovsky, Robert Schumann, Antonin Dvorak, e também de contemporâneos, como o russo Vladimir Ryabov e o brasileiro Aleh Ferreira.